# Mônaco nos Jogos Olímpicos de Verão de 1972
Mônaco competiu nos Jogos Olímpicos de Verão de 1972 em Munique, Alemanha Ocidental.

## Resultados por Evento

### Esgrima
Espada individual masculino:
- Jean Charles Seneca - Fase de eliminação (2V-5D), não avançou

### Tiro
Carabina três posições 50 m:
- Francis Boisson - 1004, 67º lugar

Carabina deitado 50 m masculino:
- Joe Barrai - 593 pts, 31º lugar
- Pierre Boisson - 585 pts, 73º lugar

Fossa olímpica masculina:
- Paul Cerutti - 171pts, 45º lugar (desclassificado)